# Scăriga
Scăriga – wieś w Rumunii, w okręgu Bacău, w gminie Livezi. W 2011 roku liczyła 511 mieszkańców.